# Juba
Juba, amtliche deutsche Schreibweise Dschuba ([ˈdʒuːbɑː], arabisch جوبا Dschūbā, DMG Ǧūbā), ist die Hauptstadt des Südsudan und des Bundesstaates Central Equatoria.

## Lage

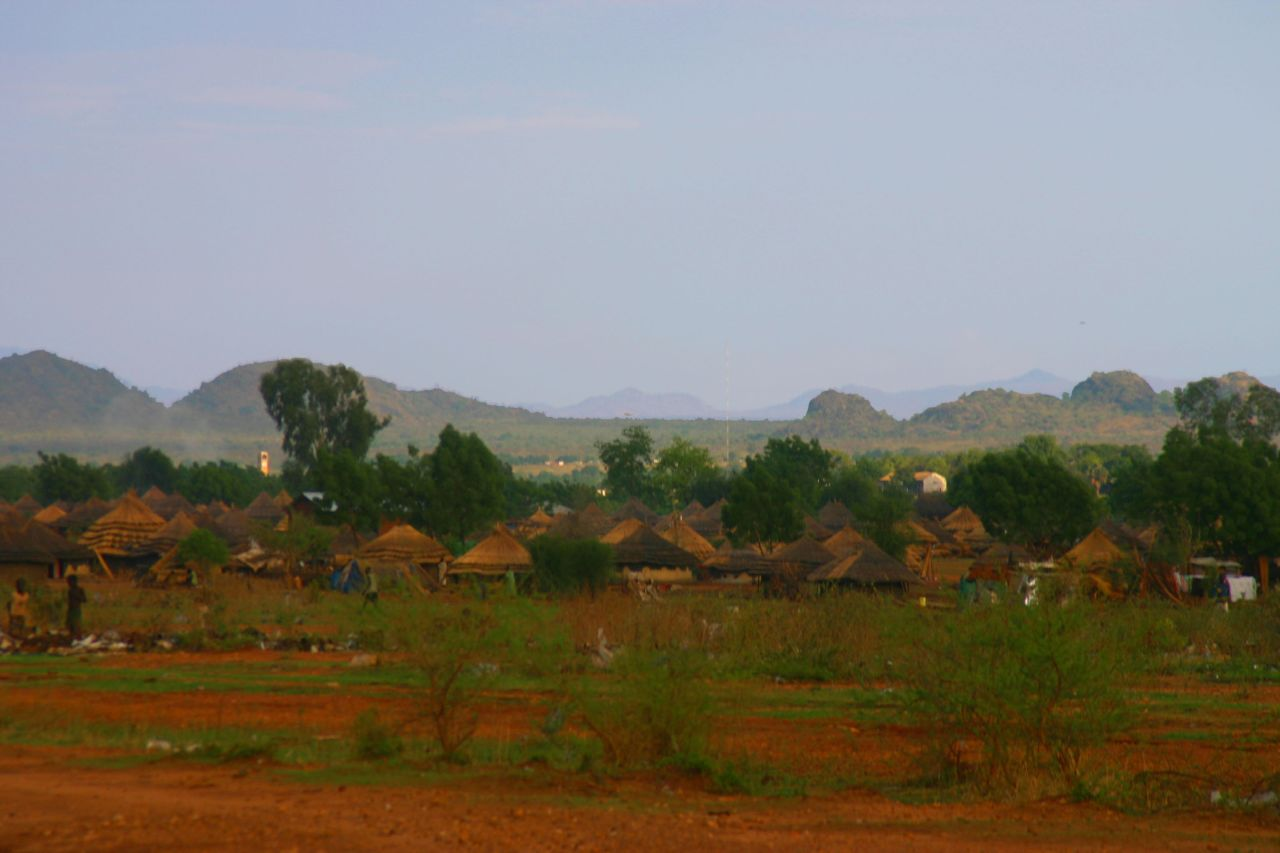
Blick auf Siedlung in Juba

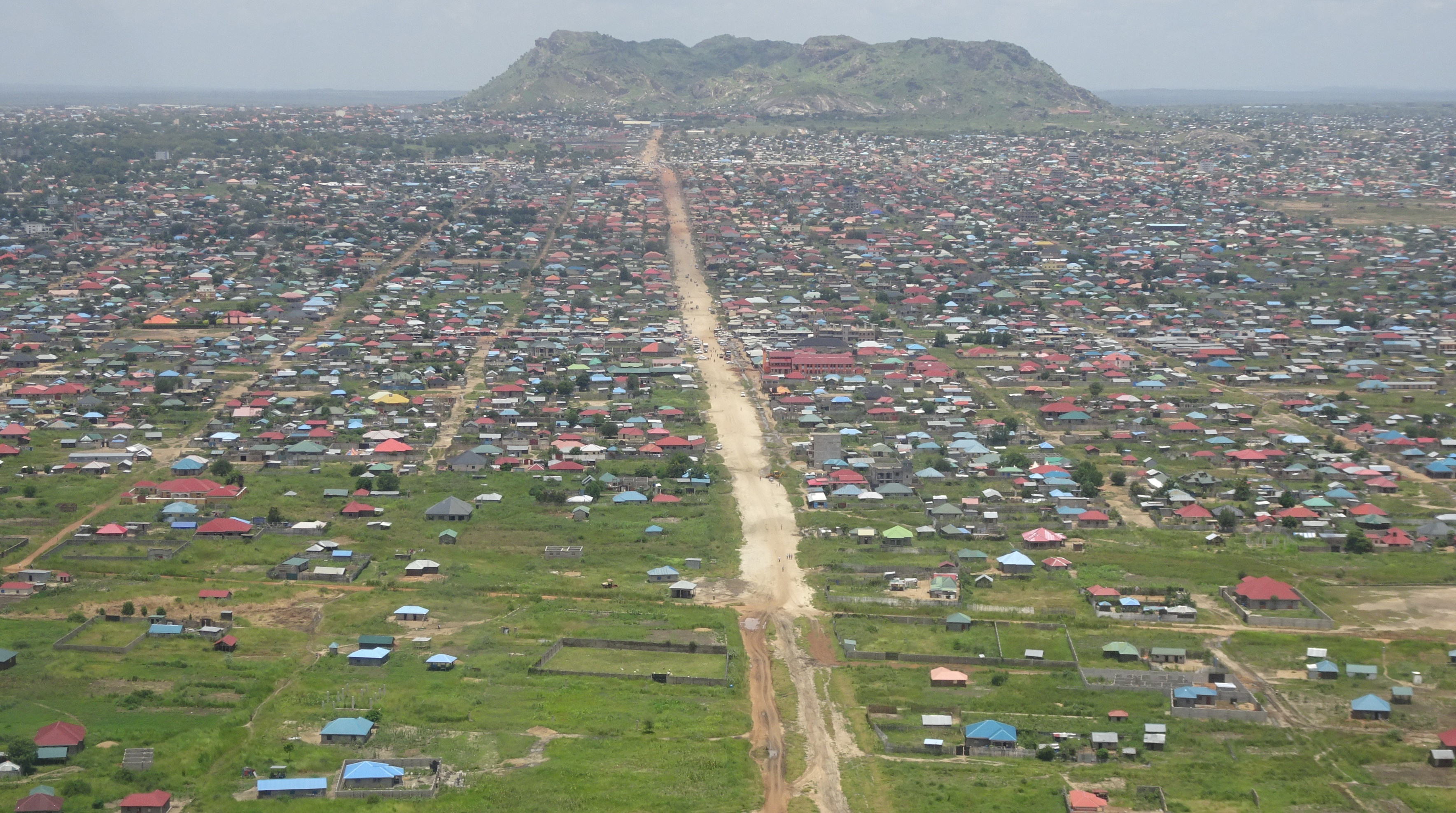
Blick auf Juba im Landeanflug (2018)

Die Stadt liegt im Süden des Südsudan am westlichen Ufer des Nils, der hier Bahr al-Dschabal und flussabwärts Weißer Nil genannt wird.

## Administrative Gliederung
Das Stadtgebiet ist in drei Abschnitte aufgeteilt, die jeweils ihre eigenen Verwaltungen besitzen:
- Juba: im Nordosten, umfasst den Kernbereich der Stadt
- Kator: im Südwesten
- Munuki: im Nordwesten

## Regierungssitz
In Juba befindet sich auch der Sitz der südsudanesischen Regierung und des Parlaments, das aus einem Unterhaus, der Nationalen Legislativversammlung und einem Oberhaus, dem Rat der Staaten, besteht.

## Bevölkerung

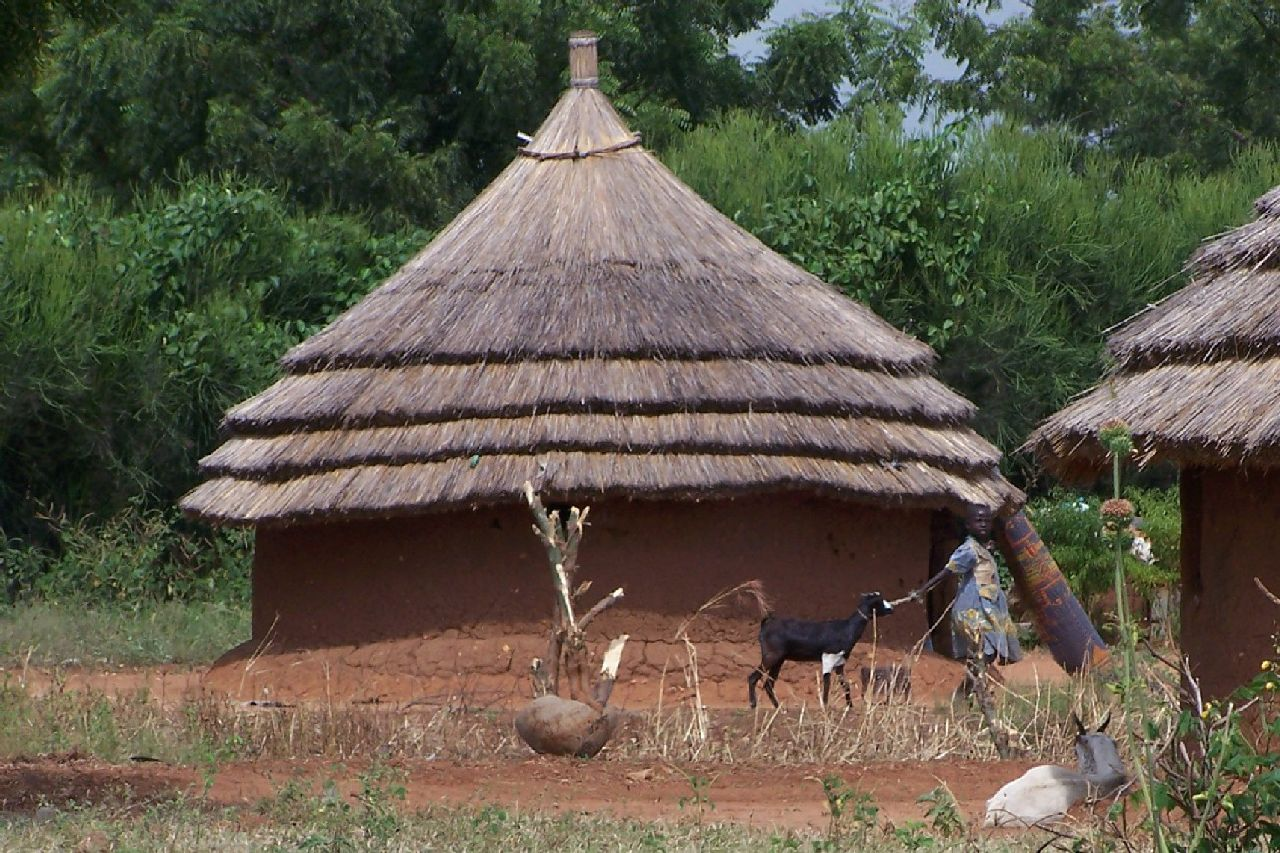
Hütte in Juba

Konkrete Zahlen über die genaue Einwohnerzahl Jubas liegen nicht vor. Schätzungen gehen von mehr als 500.000 Einwohnern aus.
Bevölkerungsentwicklung:
| Jahr             | Einwohner    |
| ---------------- | ------------ |
| 1973 (Zensus)    | 56.737       |
| 1983 (Zensus)    | 83.787       |
| 1993 (Zensus)    | 114.980      |
| 2011 (Schätzung) | 372.413      |
| 2017 (Schätzung) | über 500.000 |

Die Bari stellen in Juba die stärkste Ethnie. Etwa die Hälfte der Einwohner der Stadt bekennt sich zum katholischen Glauben.

## Geschichte
1922 gründete eine kleine Anzahl von Griechen Juba am nördlichen Ufer des Weißen Nils. Die Griechen waren zuvor aus dem Osmanischen Reich geflohen und errichteten neben dem heute als Gewerbebezirk bekannten Bereich der Stadt solche Gebäude wie das Paradise Hotel, die Residenz des norwegischen Konsuls sowie verschiedene, heute z. B. als Banken genutzte Gebäude. Diese Bauten waren bis in die 1940er Jahre die einzigen in Massivbauweise errichteten Gebäude der Stadt. Auf ihrem Höhepunkt bestand die griechische Gemeinde der Stadt aus 10.000 Personen.
Am 12. und 13. Juni 1947 fand in Juba die Sudan Administration Conference statt, die als Juba-Konferenz in die Geschichte einging. Auf dieser Konferenz beschlossen Briten und Vertreter des Nordsudan die Vereinigung von Nord- und Südsudan, ohne dass eigene Vertreter des Südsudan anwesend waren.
Am 8. und 9. Juli 1965 wurde in Juba ein Massaker verübt; bei Übergriffen auf Repräsentanten der südsudanesischen Elite wurden insgesamt 1400 Menschen getötet.
Am 2. Februar 1977 kam es zu einer Meuterei von Regierungstruppen in Juba. Juba lag im umkämpften Gebiet des Sezessionskrieges im Südsudan.
Aufgrund des Friedensabkommens zwischen Khartum und der SPLA wurde Juba 2005 an die Truppen der SPLA übergeben. Seitdem war Juba Hauptstadt der autonomen Region Südsudan, nachdem Rumbik in den Jahren zuvor übergangsweise diese Aufgabe übernommen hatte.
Nach dem Tod von John Garang, dem Führer der SPLA, brachen am 1. und 2. August 2005 Unruhen in der Stadt aus, bei denen hauptsächlich sudanesische Araber das Ziel von Gewalttaten wurden, weil ein Teil der Bevölkerung vermutete, dass die Regierung in Khartum am Tod Garangs beteiligt gewesen sei. Dabei wurden sudanesische Araber verfolgt und getötet sowie ihre Geschäfte und Häuser geplündert und zerstört. Es kamen 15 Menschen ums Leben und mehrere hundert wurden verletzt. Als Folge verließen viele sudanesische Araber am 3. August 2005 die Stadt.

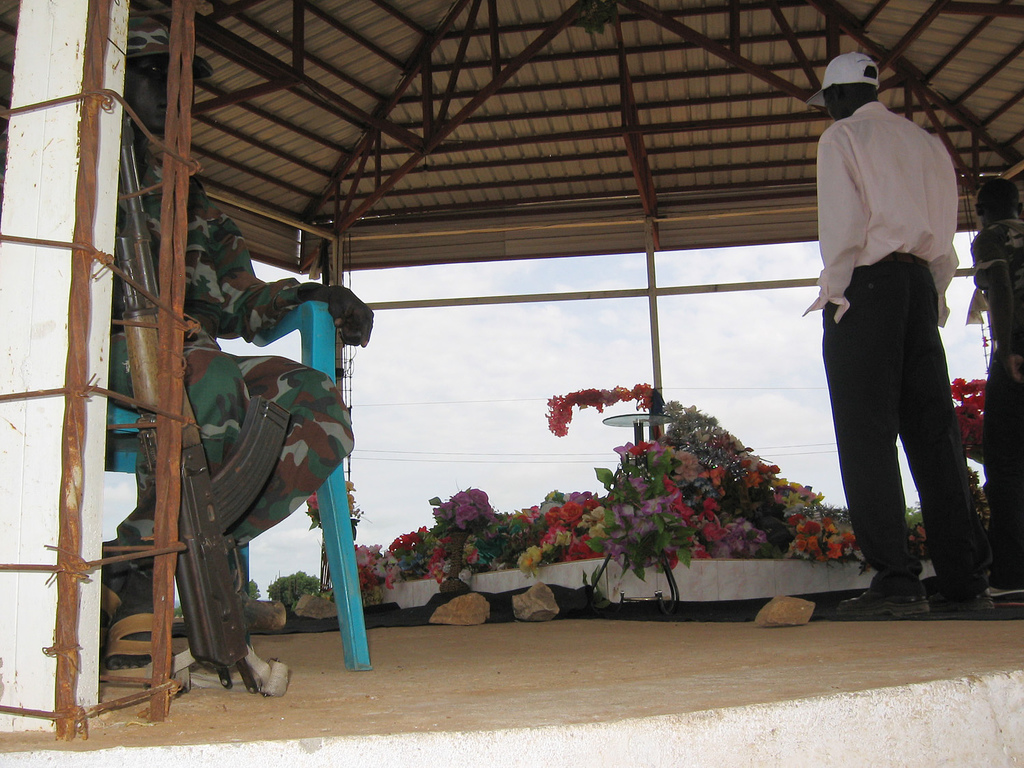
Das Mausoleum von John Garang, bewacht von SPLA-Soldaten

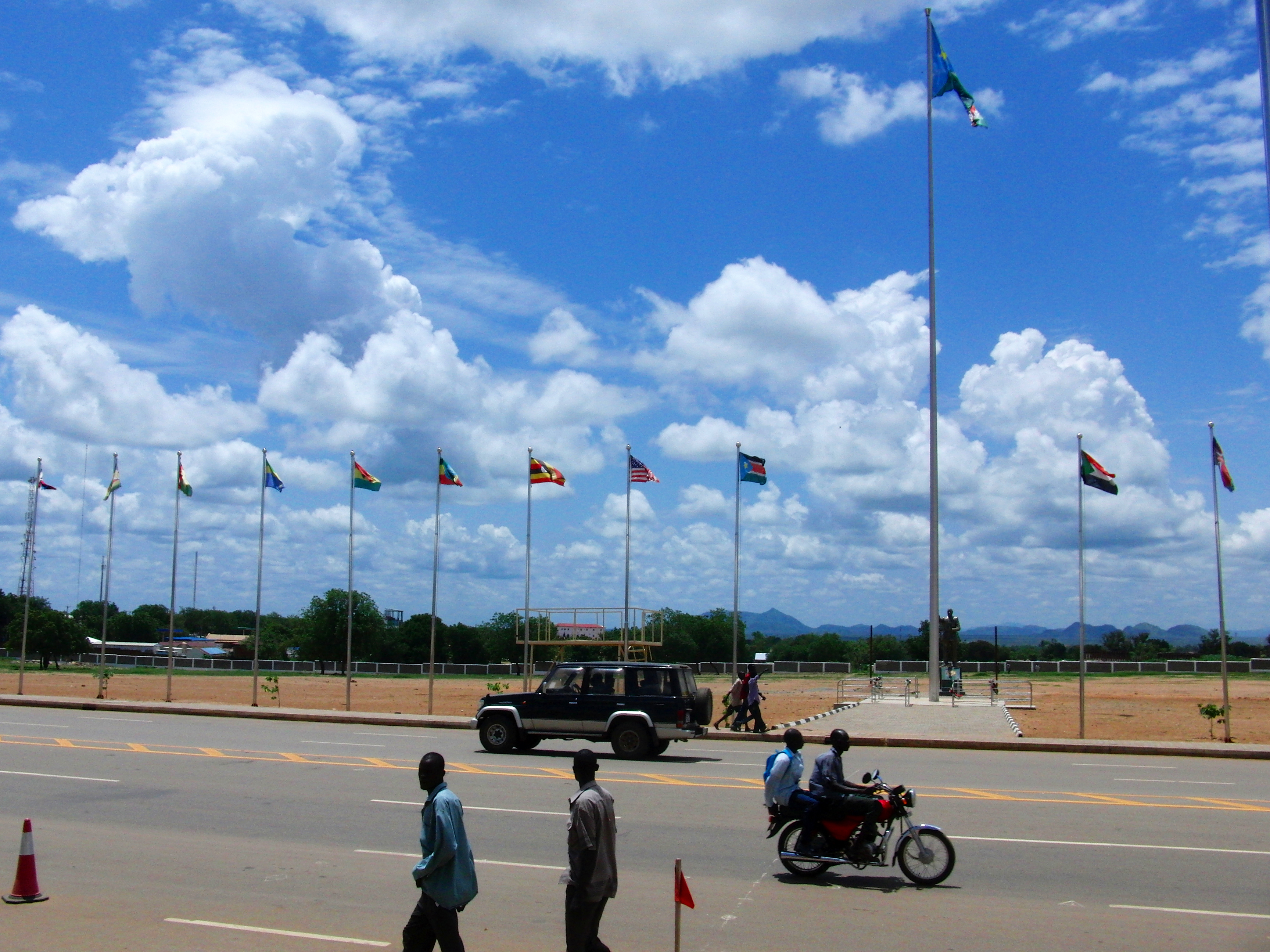
John-Garang-Mausoleum-Platz

John Garang wurde am 6. August 2005 in einem Mausoleum nahe der Allerheiligen-Kathedrale in Juba beigesetzt. Unter den Trauergästen waren der südafrikanische Präsident Thabo Mbeki, der sudanesische Präsident Umar al-Baschir und der neue Anführer der SPLA Salva Kiir. Letztere betonten dabei erneut, dass sie an dem Friedensplan vom Januar 2005, der den 21 Jahre andauernden Sezessionskrieg in Südsudan beendete, ohne Abstriche festhalten wollten.
Am 9. Juli 2011 wurde Juba Hauptstadt des neu gegründeten Südsudan. Die Feierlichkeiten hierzu fanden am John-Garang-Mausoleum-Platz statt.
Am 2. September 2011 beschloss die Regierung, dass in einigen Jahren Ramciel die neue Hauptstadt werden solle.
Vom 8. bis zum 11. Juli 2016 war Juba Schauplatz heftiger Kämpfe zwischen verfeindeten Kräften der SPLA und SPLA-IO. Die zahlreiche Todesopfer fordernden Auseinandersetzungen führten zum Ende des Friedensabkommens, das den seit 2013 tobenden Bürgerkrieg zwischen Präsident Salva Kiir und seinem Rivalen Riek Machar vorübergehend beigelegt hatte.

## Infrastruktur

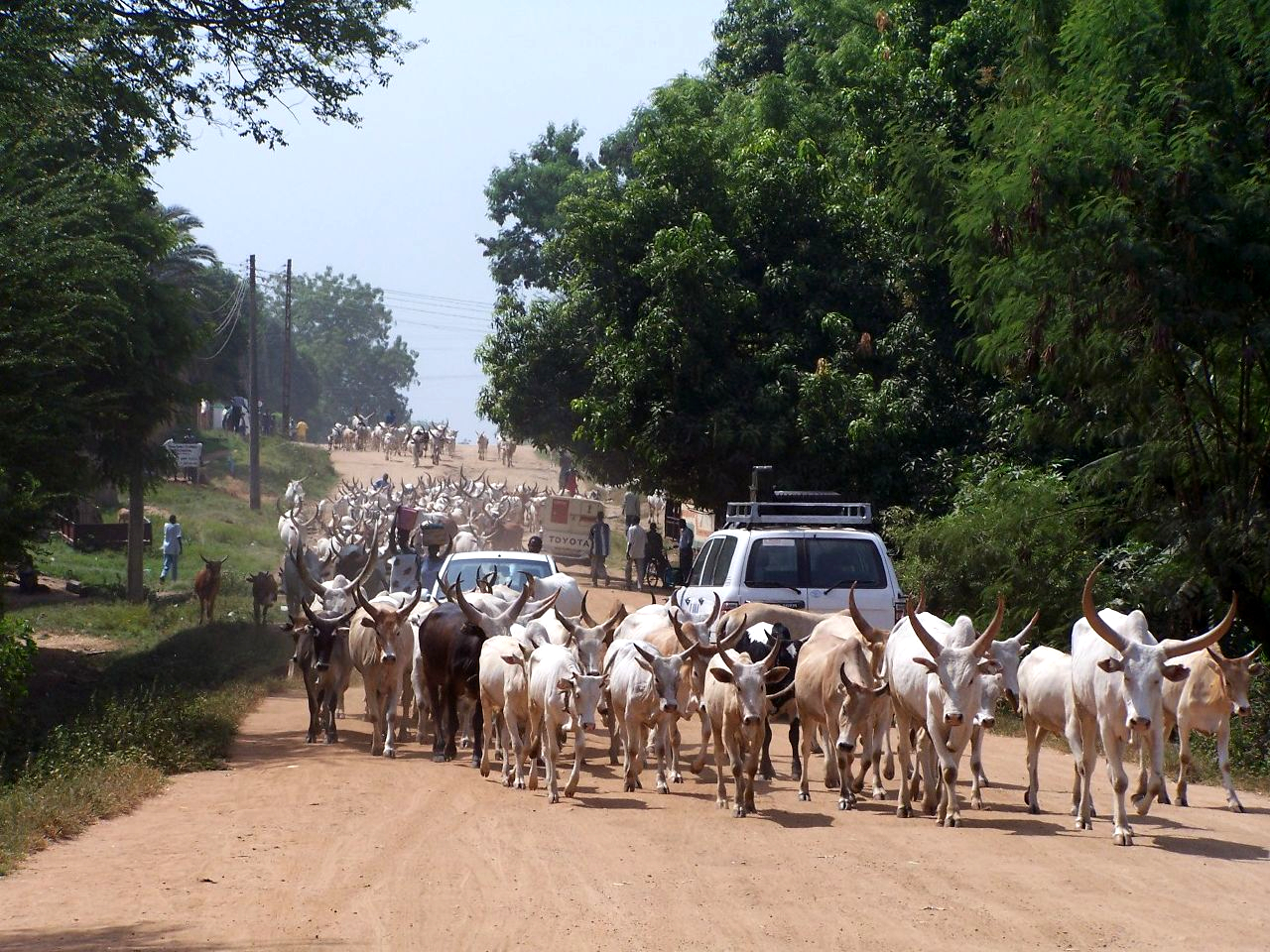
Rinderherde auf einer Straße in Juba

- Juba-Brücke über den Nil im Süden der Stadt, die eine Verbindung mit dem östlichen Ufer und mit Uganda über die Grenzstadt Nimule erlaubt.
- Flusshafen am Nil, der seit dem 21. August 2007 auch über einen Kran verfügt. Dieser wurde durch japanische Entwicklungshilfe ermöglicht.[9]

Allerdings wird von lokalen Geschäftsleuten und Transportfirmen bezweifelt, dass die Kapazität des neuen Krans ausreicht, die Transportbedürfnisse der Region zu befriedigen.
- Flughafen Juba
- Sportstadion, in der Nähe des Nils

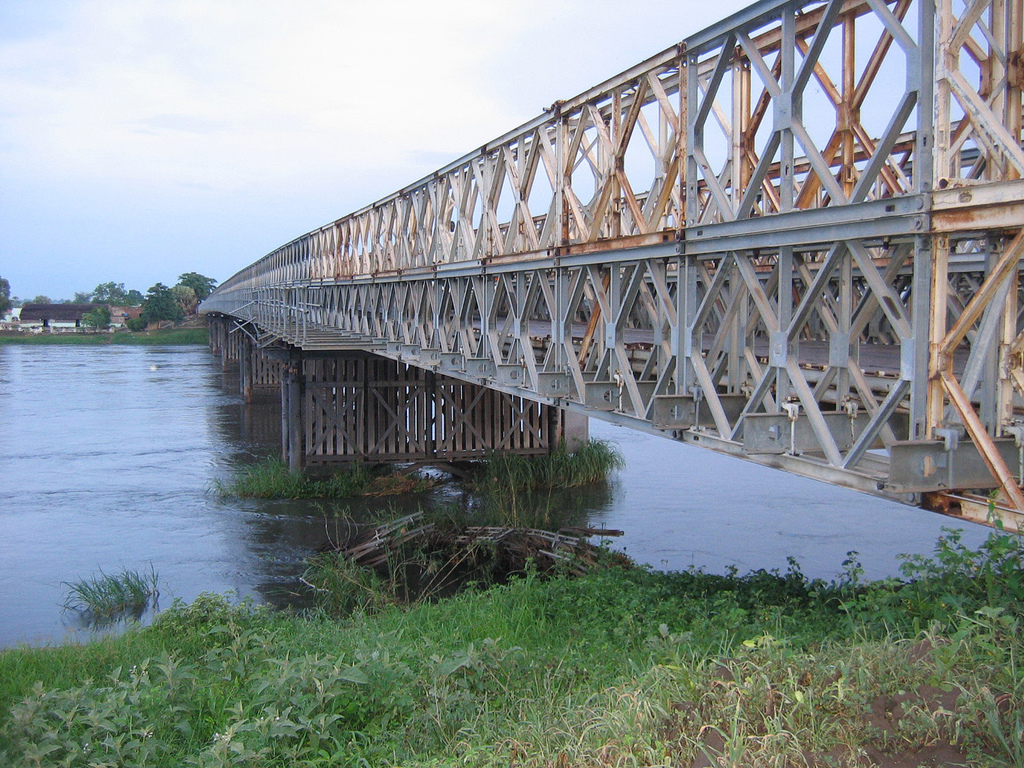
Brücke im Süden Jubas über den Nil

Die Juba-Brücke ist die einzige Brücke über den Nil zwischen Kusti im Sudan (etwa 260 km südlich von Khartum) und dem 350 km flussaufwärts in Uganda liegenden Pakwach.
Im Januar 2013 hat Japan eine Unterstützung in Höhe von 91 Mio. US$ für eine neue Brücke und von 29 Mio. US$ für den Ausbau des Hafens zugesagt.

## Bildung
In der Stadt befindet sich die älteste Hochschule des Südsudan, die Universität Juba. Ein Großteil des Lehrbetriebs wurde wegen des Bürgerkrieges ab 1989 nach Khartum verlegt.
2009 wurde die St. Mary’s University Juba durch das katholische Erzbistum Juba gegründet.

## Religion
Juba ist Sitz des römisch-katholischen Erzbistums Juba mit der Kator-Kathedrale. Die Allerheiligenkathedrale von Juba gehört zur anglikanischen Kirche im Südsudan.

## Klimatabelle
|                       | Jan  | Feb  | Mär  | Apr  | Mai  | Jun  | Jul  | Aug  | Sep  | Okt  | Nov  | Dez  |   |      |
| Mittl. Tagesmax. (°C) | 37,2 | 37,6 | 37,1 | 35,2 | 33,2 | 32,0 | 30,6 | 30,7 | 32,2 | 33,7 | 35,7 | 36,0 | ⌀ | 34,2 |
| Mittl. Tagesmin. (°C) | 19,9 | 21,3 | 22,7 | 22,7 | 21,8 | 21,1 | 20,3 | 20,1 | 20,2 | 20,4 | 20,0 | 19,6 | ⌀ | 20,8 |
|                       |      |      |      |      |      |      |      |      |      |      |      |      |   |      |
| Niederschlag (mm)     | 4    | 9    | 44   | 98   | 145  | 101  | 127  | 159  | 107  | 111  | 41   | 9    | Σ | 955  |
|                       |      |      |      |      |      |      |      |      |      |      |      |      |   |      |
| Sonnenstunden (h/d)   | 9,2  | 8,1  | 7,3  | 6,7  | 7,8  | 7,4  | 6,1  | 6,7  | 7,8  | 7,8  | 8,0  | 8,9  | ⌀ | 7,6  |
|                       |      |      |      |      |      |      |      |      |      |      |      |      |   |      |
| Regentage (d)         | 0    | 2    | 7    | 11   | 13   | 11   | 11   | 12   | 10   | 9    | 5    | 2    | Σ | 93   |
|                       |      |      |      |      |      |      |      |      |      |      |      |      |   |      |
| Luftfeuchtigkeit (%)  | 43   | 41   | 50   | 63   | 85   | 77   | 82   | 83   | 77   | 71   | 63   | 52   | ⌀ | 65,7 |

| 19,9 |

| 21,3 |

| 22,7 |

| 22,7 |

| 21,8 |

| 21,1 |

| 20,3 |

| 20,1 |

| 20,2 |

| 20,4 |

| 20,0 |

| 19,6 |

| 19,9 |

| 21,3 |

| 22,7 |

| 22,7 |

| 21,8 |

| 21,1 |

| 20,3 |

| 20,1 |

| 20,2 |

| 20,4 |

| 20,0 |

| 19,6 |

## Töchter und Söhne der Stadt
- Santino Kenyi (* 1993), Mittelstreckenläufer